# 约翰·拉松
約翰·拉松（英語：John Larsson，1938年4月2日—2022年3月18日），生于瑞典，第17任救世軍大將（2002年－2006年）。

## 生平
早年是在瑞典、丹麥、智利和阿根廷度過的。他在1957年成為了救世軍的軍官，並於英國倫敦南部的一個部隊工作。他是以BD的學位於倫敦大學畢業的。
在部隊的一年工作後，他到倫敦救世軍的國際救世軍軍校工作了七年，那之後又回到了部隊工作。

## 家庭
父母親都是救世軍的軍官。
妻子弗麗達·透納（Freda Turner），两人於1969年在伊靈的部隊工作時結婚，育有兩子，卡爾·拉松（Karl Larsson）和凱文·拉松（Kevin Larsson）。他的兩個兒子也都成為了救世軍的成員。